# John Ruthven
John Aldrich Ruthven (12 de novembro de 1924 - 11 de outubro de 2020) foi um artista norte-americano mais conhecido por suas pinturas de vida selvagem.

## Biografia
Ruthven nasceu em Cincinnati, Ohio, em novembro de 1924. Depois de servir nas forças armadas dos EUA na Segunda Guerra Mundial, frequentou a Art Academy of Cincinnati e recebeu seu certificado em 1947. Ele abriu um estúdio de arte comercial em Cincinnati. Seu trabalho para clientes incluía o Play-Doh Boy, usado na propaganda original dos anos 1950 daquele produto. O foco de Ruthven, no entanto, era a pintura da vida selvagem no estilo de John James Audubon. Em 1960, sua pintura "Redhead Ducks" venceu o concurso Federal Duck Stamp.
As pinturas da vida selvagem de Ruthven estão em exibição em muitos museus, incluindo o Smithsonian Institution, e seu trabalho foi apresentado em uma retrospectiva de 1994 no Museu de História Natural de Cincinnati. Ele projetou dois porcos para Big Pig Gig em Cincinnati em 2000. Outras obras de arte incluem um mural de pombo-passageiro na parede de um prédio de seis andares em Cincinnati, que pode ser visto no documentário de 2014 From Billions To None de David Mrazek e Joel Greenberg. O mural está localizado na 15 da 8th Street.
Ruthven foi premiado com a National Medal of Arts em 2004. Mais tarde ele viveu em uma fazenda perto de Georgetown, Ohio e morreu em outubro de 2020 com a idade de 95 anos.